# Mosteiro de Atáli
Atáli (em grego: Μονή Ατάλης; romaniz.: Moní Atális) é um mosteiro do município de Milopótamos na unidade regional de Retimno em Creta. Este mosteiro é dedicado a São João Batista e sua igreja localiza-se fora do complexo. Devido à sua proximidade com o mar e o consequente período de ataques piratas, o mosteiro foi cercado com um tipo de fortificação onde os monges poderiam se proteger.
O mosteiro de Atáli existe desde o século XIV, no entanto, a primeira referência escrita acerca dele provém de 1628. Entre 1635-1646 o monastério ganhou diversas edificações novas e a igreja local foi ampliada. Em 1646, quando a conquista otomana de Creta foi concluída, o mosteiro foi destruído pelos turcos. Depois disso, foi restaurado, tendo as obras sido concluídas em 1692. De 1662 a 1837 o mosteiro seria melhorado recebendo duas fontes (uma interna e outra externa) e um iconóstase.
Em 1830 e novamente em 1866-1869 a cidade de Bali atuou no abastecimento de rebeldes, como ancoradouro para navios de soldados vindos da Grécia e como rota de fuga de muitos que queriam ir para o continente; neste levantes os mosteiros locais, entre eles o Atáli, tiveram importante participação. A repressão turca foi severa: barcos que atracassem e/ou zarpassem de Bali eram afundados, a região foi atacada e o mosteiro de Atáli foi destruído. Em 1900 foi oficialmente declarado que o mosteiro iriam interromper suas operação, no entanto, o mesmo continuou a ser habitado até 1945 quando ficou completamente deserto. Em 1970 com a construção da estrada que liga Retimno com Heraclião, o mosteiro foi interligado nesta rota. Em 1985 Ântimo Siro (Anthimos Syros), o último bispo de Retimno, foi ao monastério e iniciou um programa de restauração do complexo monástico.